# 드 마크로스
드 마크로스는 대한민국에서 존속했던 자동차 회사로, 2023년에 해체했다.

## 차량
- 에피크 GT1